# 藤堂高邦
藤堂 高邦（とうどう たかくに）は、伊勢久居藩の第16代（最後）の藩主。久居藩藤堂家16代。久居陣屋最後の主。

## 生涯
弘化3年（1846年）8月8日、伊賀名張1万5000石の領主・名張藤堂家の藤堂長徳の次男として生まれる。長徳の家系は、初代藩主・藤堂高虎の養子・藤堂高吉（丹羽長秀の子）から始まる家系である。
文久3年（1863年）8月に第15代藩主・高聴が亡くなり、その嫡男である高行は安政6年（1859年）6月に死去していたため、同年10月19日に高邦が養子として家督を継いだ。同年12月6日に従五位下・佐渡守に叙位・任官する。
慶応2年（1866年）、山城宇治橋、伊勢山田の警護を務めた。慶応3年（1867年）12月3日に上洛し、28日に参内する。しかし、30日には帰藩の許可を得ている。慶応4年（1868年）3月4日、改めて上洛し、新政府側に従う姿勢を示した。戊辰戦争では東北に出兵し、新政府軍として戦った。明治2年（1869年）6月26日、版籍奉還により久居藩知事に任じられ、明治4年（1871年）7月の廃藩置県で藩知事を免官された。
明治17年（1884年）の華族令で子爵に任じられる。明治35年（1902年）4月6日に東京で死去した。享年57。跡は先代高聴の子の高義が継ぎ、実子の高亮は分家した。

## 家族
父母
- 藤堂長徳（実父）
- 新川好子（実母）
- 藤堂高聴（養父）

妻
- 藤堂澤子 ー 藤堂高聴の娘

子女
- 藤堂高亮（長男）生母は澤子（正妻）
- 藤堂文子 ー 子爵青山幸宜夫人、生母は澤子（正妻）

養子
- 藤堂高義 ー 藤堂高聴の子

| 日本の爵位 | 日本の爵位                              | 日本の爵位    |
| ---------- | --------------------------------------- | ------------- |
| 先代 叙爵  | 子爵 （久居）藤堂家初代 1884年 - 1902年 | 次代 藤堂高義 |